# Bahnhof Goldhausen
Der Bahnhof Goldhausen ist der Bahnhof in Ruppach-Goldhausen, einer Ortschaft im Westerwaldkreis in Rheinland-Pfalz, welcher sich an der Bahnstrecke Limburg-Staffel – Siershahn befindet, die als Unterwesterwaldbahn bezeichnet wird.

## Geschichte
Der Bahnhof Goldhausen wurde vor der Zusammenlegung der beiden ehemaligen Ortschaften Ruppach und Goldhausen errichtet. Das Bahnhofsgebäude wurde größtenteils aus Bruchstein errichtet, der im Unterwesterwald typisch ist.
Im Jahr 2007 wurde das mechanische Stellwerk durch ein Elektronisches Stellwerk ersetzt. Ebenso zeitgleich wurde der Schrankenposten, welcher zuletzt aus dem Stellwerk gesteuert wurde, durch einen lokführerüberwachten, automatischen Bahnübergang ersetzt. Das Betriebshaus des ehemaligen Schrankenpostens ist noch erhalten.
Das historische Bahnhofsgebäude diente primär dem Personenverkehr, die Abstell- und Wendegleise für Güterzüge sind weitestgehend unbenutzt. Es befindet sich inzwischen in Privatbesitz und ist aufgrund einer durch den Besitzer gebauten Mauer zwischen Bahnsteig und Grundstück nicht mehr komplett erkennbar.
Der Bahnhof befindet sich im Streckennetz der DB InfraGO, wird jedoch seit 2004 nicht mehr durch die DB Regio bedient, sondern bis 2014 durch Vectus, gefolgt von der Hessischen Landesbahn.

## Betrieb
| Linie | Verlauf | Takt   |
| ----- | --- | ------ |
| RB 29 | Unterwesterwaldbahn: Limburg (Lahn) – Diez Ost – Staffel – Elz (Limburg/Lahn) Süd – Niedererbach – Dreikirchen – Steinefrenz – Girod – Goldhausen – Montabaur – Dernbach (Westerw) – Wirges – Siershahn | 60 min |

Der Bahnhof Goldhausen wird durch die Regionalbahnlinie 29 (Unterwesterwaldbahn) bedient, welcbe durch die Hessische Landesbahn (HLB), Bereich Dreiländerbahn nach dem Rheinland-Pfalz-Takt im Auftrag des Zweckverband SPNV Nord betrieben wird. Der Bahnhof Goldhausen liegt im Gebiet des Verkehrsverbund Rhein-Mosel (VRM).
Der Bahnhof Goldhausen ist nur teilweise barrierefrei. Die Bahnsteige sind ebenerdig erreichbar und beim Einstieg in die Triebwagen der HLB besteht kein Höhenunterschied. Es erfolgen automatisierte Ansagen bei Abweichungen vom Regelfahrplan am Dynamischen Schriftanzeiger.